# Le Quillio
Le Quillio (bret. Ar C'hillioù) – miejscowość i gmina we Francji, w regionie Bretania, w departamencie Côtes-d’Armor.
Według danych na rok 1990 gminę zamieszkiwały 542 osoby, a gęstość zaludnienia wynosiła 34 osoby/km² (wśród 1269 gmin Bretanii Le Quillio plasuje się na 806. miejscu pod względem liczby ludności, natomiast pod względem powierzchni na miejscu 625.).